# Thonaire de Sicile

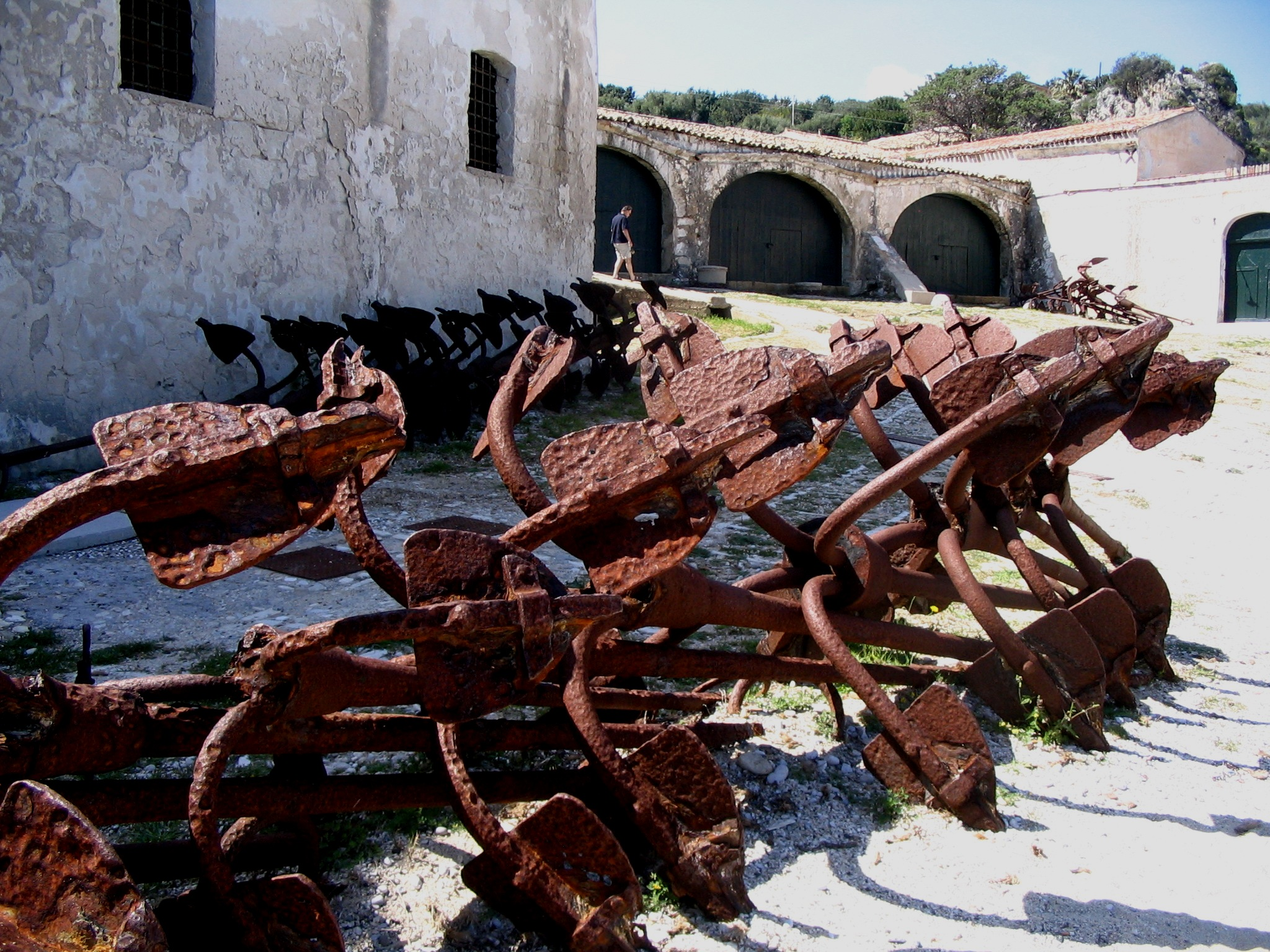
Les ancres caractéristiques des embarcations pour la pêche au thon dans la thonaire préservée de Scopello.

La thonaire de Sicile utilisée pour la pêche du thon rouge à la mattanza (it) ressort d'une longue tradition et fut d'une grande importance pour l'économie de l'île dans le passé.
La pêche à la thonaire (désignant à la fois le lieu — la pêcherie — et le filet à l'exemple de la madrague) est pratiquée depuis l'Antiquité, Aristote la décrit. Elle devient systématique avec les arabes autour de l'an 1000 et se poursuivit aussi en Espagne. Dans les années 1800, elle connait sa plus grande expansion, avec la famille Florio qui possédait des dizaines de thoniers siciliens. Les thonaires de l'est de la Sicile étaient qualifiées de « thonaire de retour ».

## Liste des thonaires de Sicile
La liste qui suit est tirée du livre de Domenico Drago,  Tonnare . Elle est ordonnée est - ouest.

### Palerme
- Thonaire de Cefalù
- Thonaire de Termini
- Thonaire de Trabia
- Thonaire de San Nicola
- Thonaire de Solonte
- Thonaire de Sant'Elia
- Thonaire d'Acqua dei Corsari (it)
- Thonaire de Capicello
- Thonaire de San Giorgio
- Thonaire de l'Arenella (it)
- Thonaire Vergine Maria (it)
- Thonaire de Mondello
- Thonaire d'Isola delle Femmine
- Thonaire de Carini
- Thonaire de l'Orsa (it)
- Thonaire de Sicciara

### Trapani
- Tonnara dei Magazzinazzi (it)

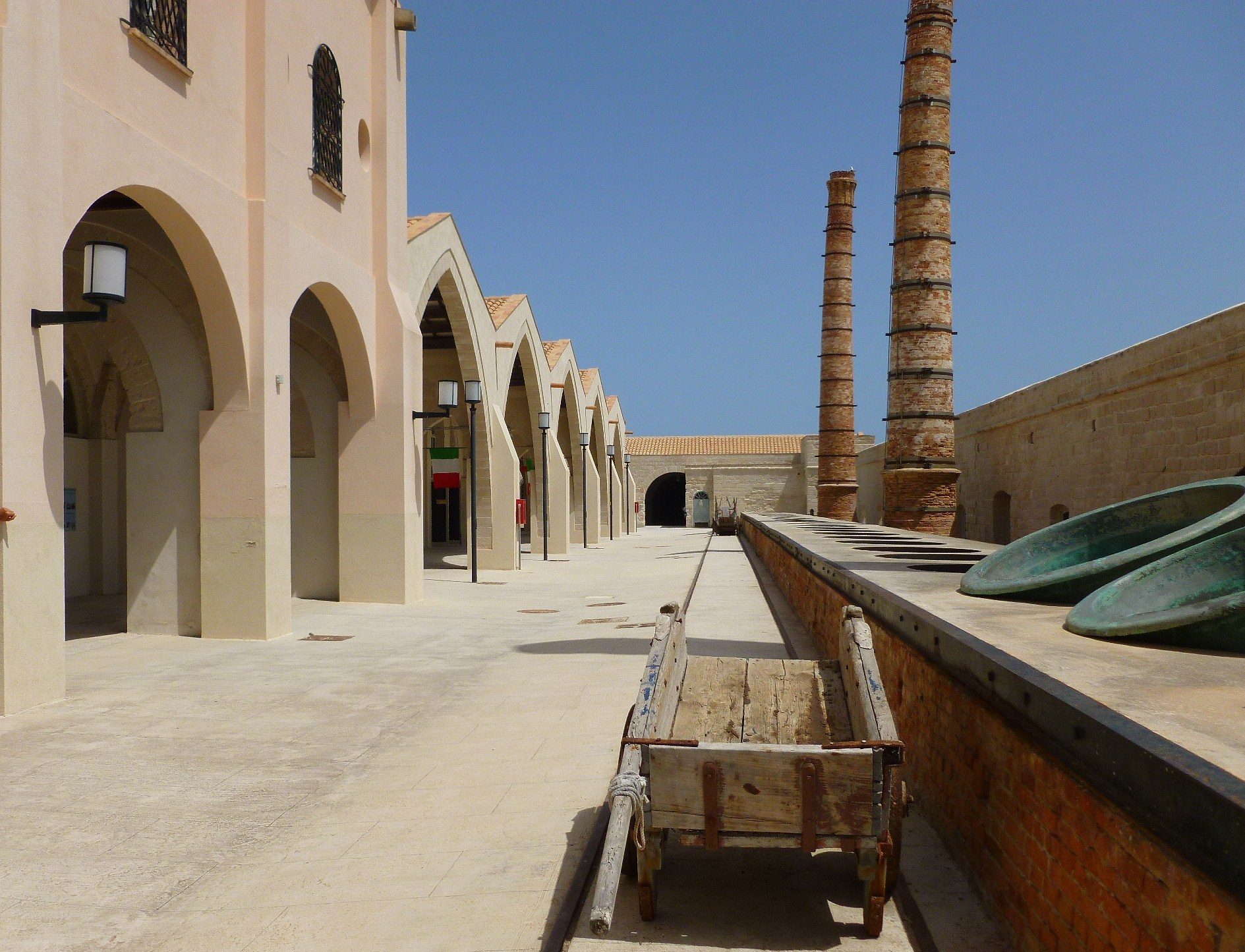
Intérieur de la thonaire de Favignana

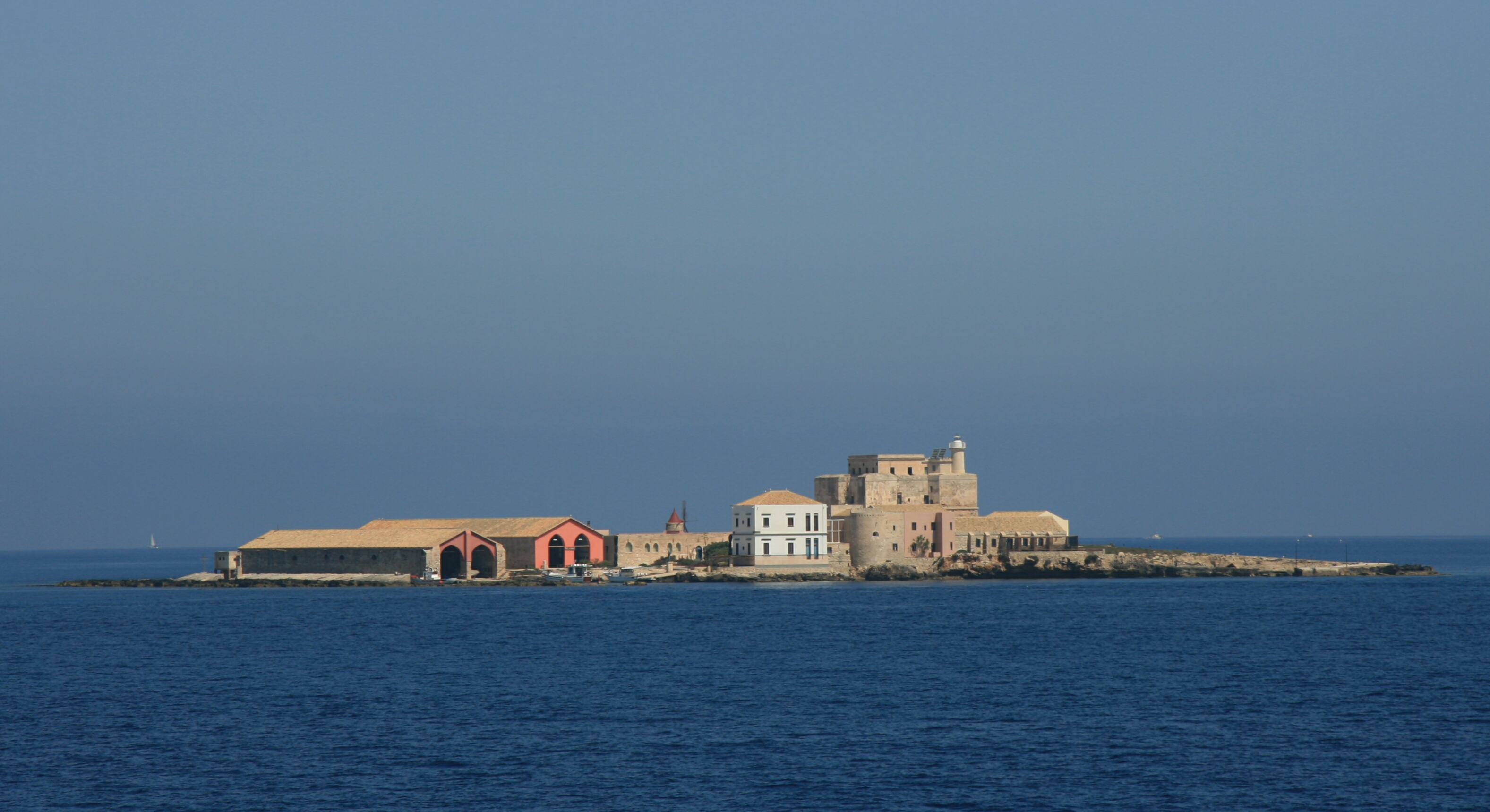
Thonaire de l'île de Formica

- Thonaire de Castellammare del Golfo
- Thonaire de Scopello (it)
- Thonaire de l'Uzzo (San Vito Lo Capo)
- Thonaire du Secco (San Vito Lo Capo)
- Thonaire de Cofano (it)
- Thonaire de Bonagia (it)
- Thonaire San Cusumano (it)
- Thonaire de San Giuliano (ou Trapani Palazzo)
- Thonaire de l'île de Formica
- Thonaire de Favignana (it)
- Thonaire de Nubia
- Thonaire de San Todaro
- Thonaire de Boeo
- Thonaire de Monzella
- Thonaire du Cannizzo
- Thonaire de Mazara
- Thonaire de Tre Fontane (it) et Torretta Granitola (it)

### Agrigente
- Thonaire du Tono di Sciacca
- Thonaire de la Cattiva
- Thonaire de Capo Bianco
- Thonaire de Girgenti

### Caltanissetta
- Thonaire de San Nicolò Malastri

### Raguse
- Thonaire de Pozzallo
- Thonaire de Mazzarelli (it)

### Syracuse
- Thonaire d'Avola
- Thonaire de Portopalo
- Thonaire du Cap Passero
- Thonaire de Marzamemi
- Thonaire de l'île de Vendicari
- Thonaire de Fiume di Noto
- Thonaire Stampace
- Thonaire d'Ognina
- Thonaire de Terrauzza

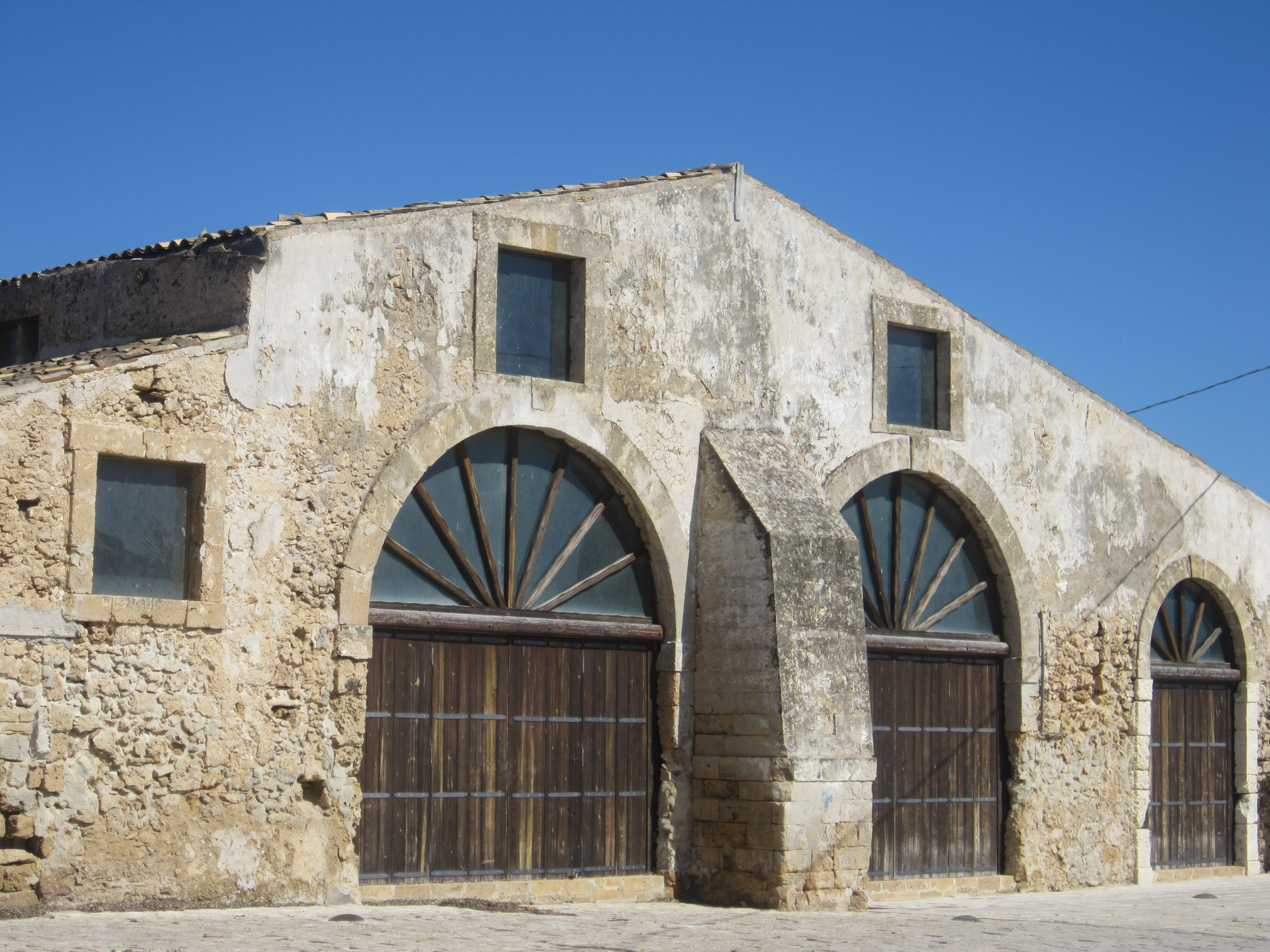
Thonaire de Marzameni

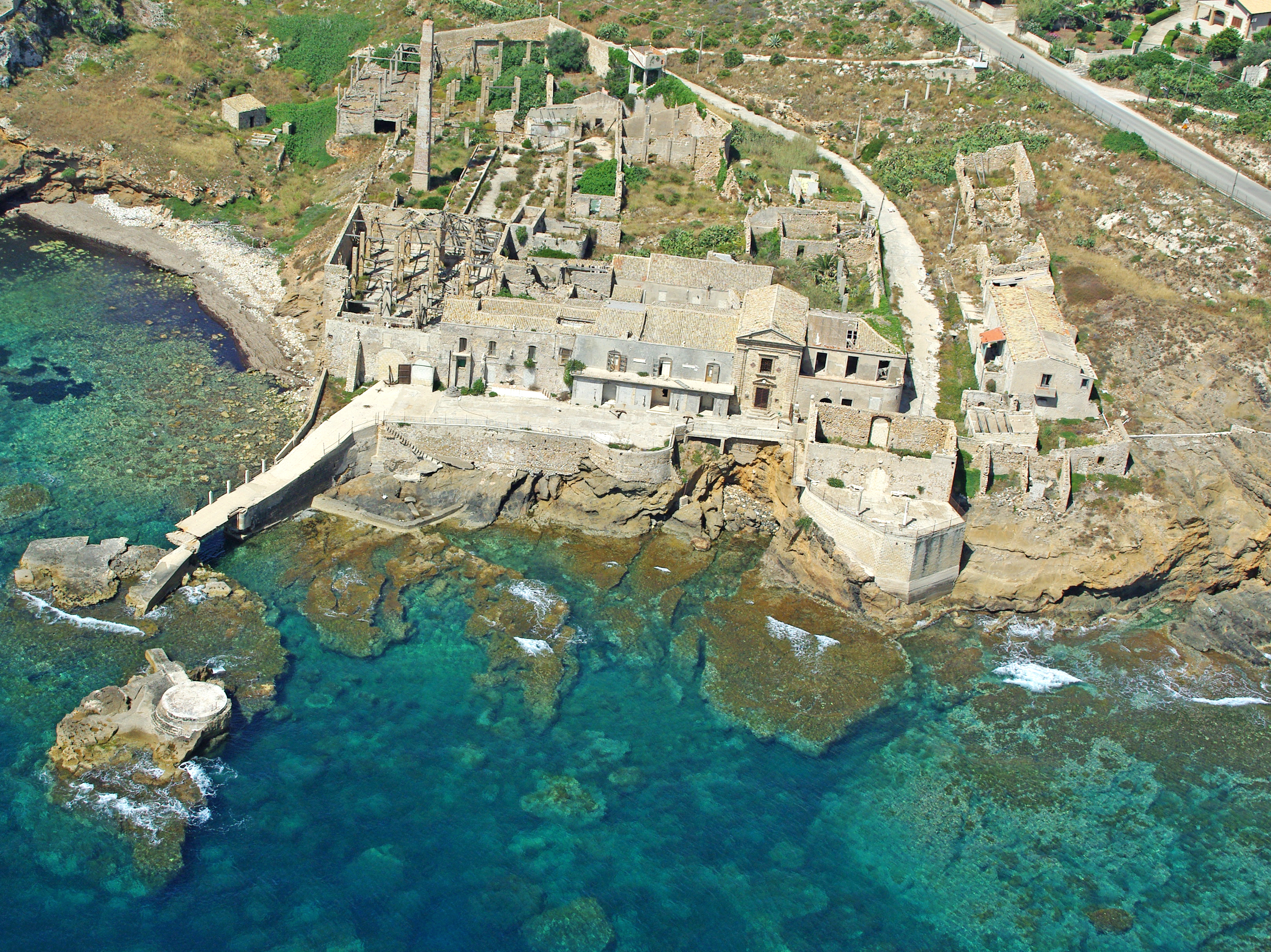
Thonaire de Portopalo.

- Thonaire de Santa Panagia (it)
- Thonaire de Magnisi (it)
- Thonaire de Melilli
- Thonaire de San Calogero (Lentini)

### Messine
- Thonaire de Santa Sava
- Thonaire de Cap Milazzo (it)
- Thonaire du Tono di Milazzo
- Thonaire de Calderà
- Thonaire de Salicà
- Thonaire de Oliveri
- Thonaire de Rocca Bianca
- Thonaire de San Giorgio
- Thonaire de Zappardini
- Thonaire de Capo d'Orlando
- Thonaire de Caronia
- Thonaire de Tusa